# Kabinet (Europese Commissie)
Het kabinet is in de Europese Commissie de benaming van de ambtelijke staf van een Europees commissaris. De rol van het kabinet is het bieden van politieke ondersteuning aan zijn commissaris. De ambtelijke ondersteuning ligt bij het directoraat-generaal.

## Samenstelling
Het kabinet van de commissaris bestaat uit zes leden. De exacte samenstelling is aan beperkingen onderhevig. Ten minste twee leden moeten vrouw zijn, er mogen niet meer dan drie leden van dezelfde nationaliteit zijn als de nationaliteit van de commissaris, en de samenstelling moet de regionale diversiteit van de Unie reflecteren. De exacte samenstelling kan veranderen gedurende de termijn van de commissaris. Het hoofd van het kabinet staat bekend onder de Franse benaming chef de Cabinet.

## Special chefs
Special chefs is een vergadering van een lid van elk kabinet (verantwoordelijk voor een bepaald beleidsgebied), de juridische dienst en het Secretariaat-generaal. Deze vergadering legt de laatste hand aan voorstellen van regelgeving voor ze naar de wekelijkse vergadering van de chefs des Cabinets (Hebdo) gaan. Deze kabinetshoofden vergaderen wekelijks in de Hebdo, de laatste voorbereidende vergadering voor de wekelijks vergadering van de Europese Commissie (dat wil zeggen: het College van Europese commissarissen).